# 前肯德爾峰

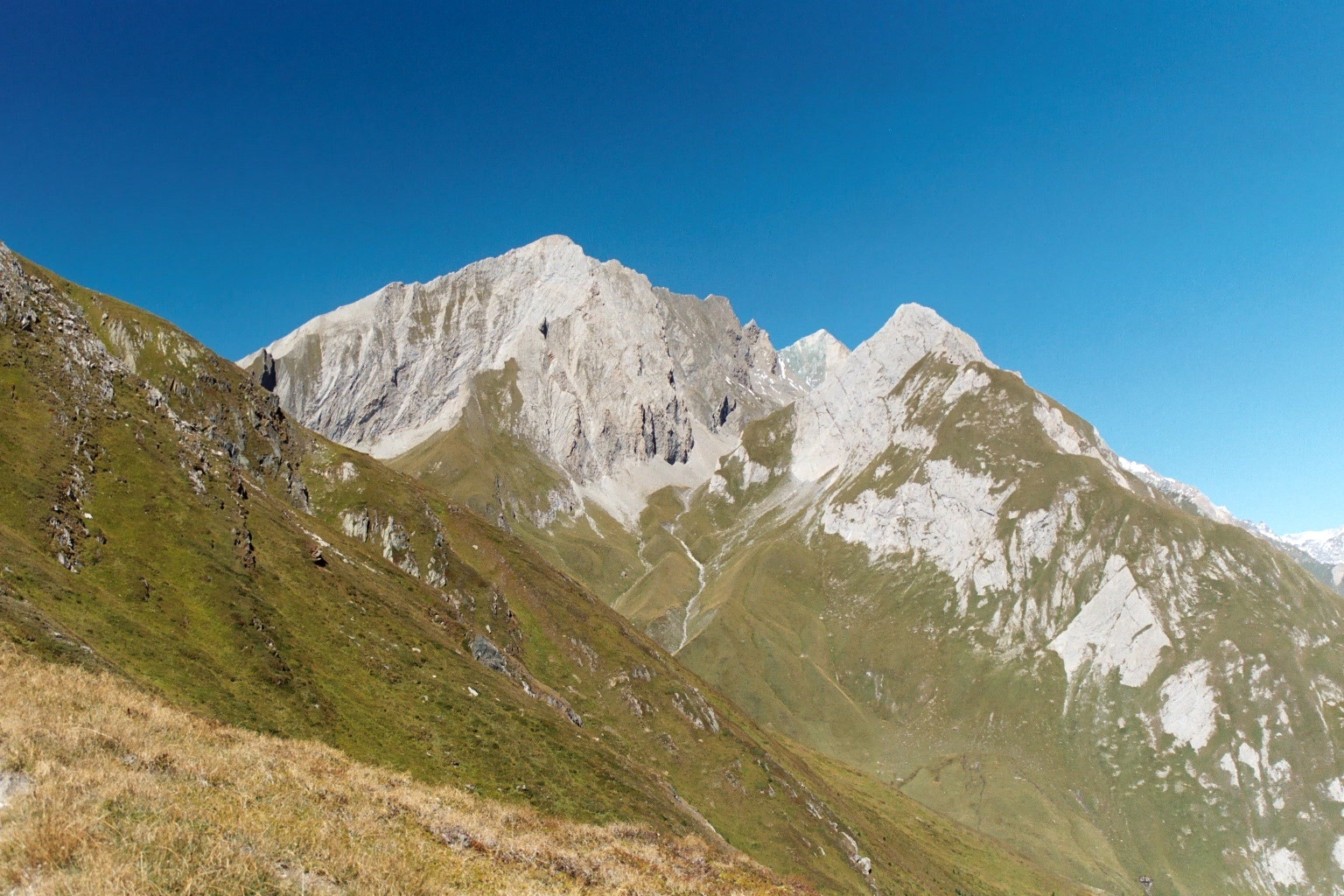

47°2′17″N 12°35′35″E / 47.03806°N 12.59306°E
前肯德爾峰（德語：Vordere Kendlspitze），是奧地利的山峰，位於該國西部，由蒂羅爾州負責管轄，屬於高地陶恩山脈的一部分，海拔高度3,085米，每年平均降雨量2,138毫米，人類在1894年首次登頂。